# Bérénice Pichat
Bérénice Pichat, née au Havre en 1978, est une écrivaine française.
Bérénice Pichat se fait connaître par son roman La Petite Bonne publié en 2024 aux éditions Les Avrils, qui obtient le prix des libraires 2025.

## Prix
- Prix des libraires 2025